# Сабадош, Эудженио
Эудженио Сабадош (итал. Eugenio Szabados; 3 июля 1898 — 6 марта 1974, Венеция) — итальянский шахматист, международный мастер (1951). Международный арбитр (1951).
В составе национальной сборной участник пяти Кубков Клары Бенедикт (1953—1958). В 1956 году, выступая на 4-й доске, стал бронзовым призёром данного соревнования в команде.
С 1950 по 1958 год занимал пост президента Итальянской шахматной федерации.